# クーポン

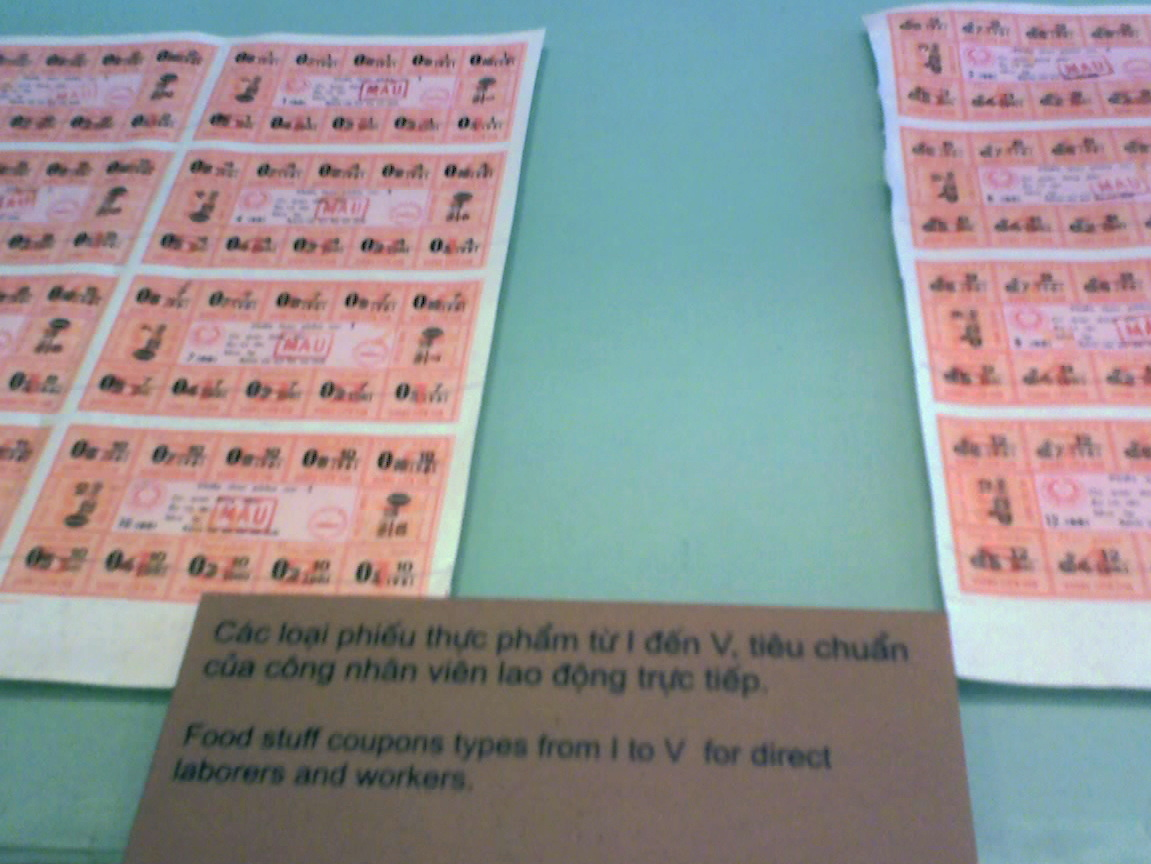
クーポン券

クーポン（英: coupon、仏: coupon）は、本来は紙の債券に付いている利息を受け取るために切り離せる利札のことで、現代では、切り離しができる金券、割引券などを指して用いられる。もともと「券」を指す語ではあるが、クーポン券と称される場合もある。また、同様な意味でバウチャーの呼称が用いられることもある。

## 語源
語源は“切り取る”という意味。これは一部の利札は、換金しやすいように少額単位で切り離し可能な形態を採っていたことから始まる。アメリカでは「QPON（キューポン）」の場合もある。

## 発音
この単語はフランス語由来であり、[kuˈpɔ̃]と発音され、カナダやイギリスでは/ˈkuːpɒn/̃といった発音で、アメリカではkúːpɑn キューパンに近い発音であり、一部の人は/kjuːpɒn/となりキューパンに近い発音となる。

## 金融
金融ではクーポン（利札）は、紙の債券に付いている利息を受け取るために切り離せる部分のことで、電子化されている現代では債券の支払い利息を意味する。
割引債はゼロクーポン債とも呼ばれ、これは、額面より低い価格で売り出し、発行体が満期時に額面で買い取って償還する債券のこと。名目上の利息が支払われない（実際には売り出し価格と買取価格＝額面の差額が利息に相当）。

## 金券
回数券、旅行引換券（航空券、ホテル宿泊券）などを指す。

### マーケティングへの利用
広告用のチラシ、冊子などの印刷物から利札のように切り離すことのでき、所持者に何らかの特典を与えるマーケティングに使われる商材もクーポンという（割引クーポンなど）。Webクーポンやケータイクーポンのように印刷物に限らず同様の役割をはたすものについても呼称される。

## 保険医療
地方公共団体が行う健康診断やワクチン接種に対して、有効期限付きのクーポンを発行し、無料若しくは安価で、健康診断やワクチン接種を受けられる券をクーポンとして配布する場合がある。これは、他の用途に使えなくし、本人の健康増進を促す観点から実施するものである。